# 菱角羽花介
菱角羽花介（学名：Cytheropteron rhombea）为尾花介科羽花介屬下的一个种。